# Children (cântec)
Children o melodie creată de compozitorul de muzică electronică Robert Miles. Face parte din albumul Dreamland. "Children" este cel mai de succes cântec al lui Miles, primind discuri de aur și platină în mai multe țări și clasându-se pe primul loc în mai mult de 12 țări.

## Context și compunere
Miles a specificat două motive pentru crearea melodiei. Unul a fost dat ca răspuns la fotografiile copiilor căzuți victime în Războaiele iugoslave pe care tatăl său le-a adus acasă dintr-o misiune umanitară în fosta Iugoslavie. Celălalt, inspirat de cariera de DJ, a fost de a crea o melodie care să marcheze sfârșitul unui album care să micșoreze numărul de decese provocate de accidentele rutiere prin calmarea persoanlelor care pleacă de la petreceri. 
"Children" este una dintre piesele de pionierat al dream house-ului, un gen al muzicii electronic dance caracterizat prin cântece de pian desprinse din vise și prin ritmul bassului four-on-the-floor. Crearea dream house-ului a fost un răspuns dat presiunilor sociale din Italia în timpul primei părți a anilor '90: creșterea popularității cluburilor de noapte și a culturii rave printre tineri au dus la mai multe accidente de mașină în weekenduri, cauzate de adormirea la volan și consumarea de droguri și băuturi alcoolice. În 1996 s-au constat de la începutul decadei peste 2000 de decese cauzate de așa numitul strage del sabato sera (Masacrul de sâmbătă seara) în Italia. Unii Dj, ca Miles, s-au hotărât să compună pentru cluburi mai muzică cu un ritm mai lent și care calmează, pentru a contracara melodiile rapide cu ritmuri repetitive. Această decizie a fost acceptată de autorități și de părinții victimelor din accidentele de mașini.

## Videoclipuri
Billboard atribuie promovarea videoclipurilor pe MTV Europe și postului german VIVA. Au fost filmate două videoclipuri. Primul este realizat în culorile alb-negru și are ca protagonist o fetiță care călătorește cu mașina prin Londra (Piccadilly Circus și Trafalgar Square), Paris (Turnul Eiffel) și o zonă rurală din Elveția (țara natală a lui Robert Miles), și Franța și Italia în apropierea Tunelului Mont-Blanc.
În al doilea videoclip, filmat în color, sunt arătate pe rând scene cu Miles mixând melodii la un club de noapte și cu un copil jucându-se, astfel acoperind ambele subiecte ale temei cântecului.

## Recepție critică

### Recenzii
Revista Billboard atribuie succesul mondial al cântecului naturii melodice, caracterizat de fraza muzicală de pian instant recunoscută (care, ironic, nu se regăseșe în varianta originală a piesei). Criticii revistei identifică acest factor ca făcând cântecul ușor accesibil unei audiențe mai largi, pe lângă cei care frecventează cluburile și fani ai muzicii electronice dansabile, acesta putând fi difuzat la radio. Synthmania.com afirmă că piesa a fost scrisă cu ajutorul orgii electronice Kurzweil K2000 și consideră că „sunetele pianului dream house” sund redate la un pian standard și un sintetizator bass cu efecte audio de întârziere și reverberație.

### Performanța în clasamente
„Children” a fost lansat inițial în Italia în ianuarie 1995 pe discul EP Soundtracks (casa de discuri DBX) al lui Joe T. Vanelli. Datorită popularității a fost lansat din nou de producătorii din Miami ai casei de discuri britanica Deconstruction Records; DBX și Deconstruction au dat licență și aldtor peste douăsprezece casede discuri să-l publice.
„Children” a fost un succes mondial clasându-se pe prima poziție în mai mult de 12 țări și a rămas primul timp de mai multe săptămâni. „Children” s-a clasat pe prima poziție în: Austria (6 săptămâni), Belgia, Danemarca, Finlanda (3 săptămâni), Franța (11 săptămâni), Italia, Norvegia (5 săptămâni), Germania, Spainia, Suedia (7 săptămâni) și Elveția (13 săptămâni); pe lângă acestea, conform revistei Billboard, „s-a clasat în top cinci în fiecare țară europeană care are un clasament muzical”. S-a menținut 13 săptămâni pe primul loc al Eurochart Hot 100. A ajuns până pe locul doi în Marea Britanie unde a rămas timp de 17 săptămâni, și s-a poziționat pe locul 21 în SUA timp de patru săptămâni. Împreună cu membrii formației U2 Adam Clayton și Larry Mullen, Jr. Miles a remixat melodia pentru o nouă tema de început a serialului Mission: Impossible , fiind pentru prima dată după noiembrie 1985 când două piese insrumentale se clasează simultan în top 30 al Billboard Hot 100.
Cluburile de noapte franțuzești a început să difuzeze înregistrarea importată din Italia în 1995, Franța fiind una dintre primele țări care a popularizat melodia. Răspândirea în cluburile subterane și, în cele din urmă, la radio, a fost autorizată în noiembrie 1995 de o casă de discuri independentă. Spania și Italia au fost primele țări care au difuzat piesa in cluburi. Clasamentele cluburilor în aceste țări au ridicat popularitatea piesei în alte țări: în Danemarca, variantele de club și radio play au fost urmate de varianta  originală, în timp ce în Belgia, varianta radio, a fost urmată doar de un remixată a celei de club, iar în Olanda difuzarea radiofonică a fost primul factor al promovării. În Germania, o versiune locală a fost lansată după cererile clburilor din Regatul Unit și Italia.
În Marea Britanie, BBC Radio 1 nu a difuzat inițial cântecul în timpul zilei, deși DJ-ul Pete Tong l-a promovat prin programul Essential Selection, incluzându-l ca parte a deschiderii emisiunii "Essential Seven" de mai multe ori la începutul anului 1996. Între timp, Kiss FM a fost printre primele stații radio care l-a difuzat, folosindu-l chiar și într-o reclamă televizată despre postul de radio. Totuși, "Children" s-a clasat pe locul al treilea în UK Singles Chart datorită promovării și marketingului.

## Alte remixuri
În 2001, proiectul trance 4 Clubbers a remixat piesa, remixul clasându-se pe locul întâi timp de două săptămâni în German Dance Charts (#1). În 2004, cântecul "Do You Know (I Go Crazy)" de Angel City a plagiat melodia și a ajuns pe primul loc în UK Dance Charts. În 2009 a fost refolosită pentru Rollin' (Remix) pe caseta mixată Kid Cudi "Dat Kid from Cleveland". Cântecul a fost prima dată temixat de Jackie Chain pentru EP-ul „Aint Slept In Weeks”. În același an, cvartetul de coarde Escala notabil pentru participarea la concursul „Marea Britanie are talent”, a refolosit cântecul în albumul de debut lansat în mai 2009. Un alt remix al melodiei a apărut în jocul video Garou: Mark of the Wolves și în piesa 'Could You Be Loved?' a lui Natalie Bassingthwaighte, de pe albumul 1000 Stars.

## Lista melodiilor
| Franța 1. "Children" (eat me edit) – 4:03 2. "Children" (dream radio) – 4:00 Belgia, Olanda 1. "Children" (radio edit) – 3:49 2. "Children" (dream version) – 7:30 3. "Children" (original mix) – 7:21 Franța 1. "Children" (eat me edit) – 4:03 2. "Children" (dream radio) – 4:00 3. "Children" (dream club version) – 7:34 4. "Children" (original guitar mix) – 7:16 5. "Children" (message version) – 6:52 Germania 1. "Children" (dream version) – 7:30 2. "Children" (original version) – 7:21 3. "Children" (message version) – 6:50 UK, SUA, Mexio, Japonia, Africa de Sud 1. "Children" (eat me edit) – 4:00 2. "Children" (dream version) – 7:30 3. "Children" (guitar mix) – 7:21 4. "Children" (message version) – 6:50 | Europa 1. "Children" (dream version) – 7:50 2. "Children" (original version) – 6:50 3. "Children" (message version) – 6:50 UK 1. "Children" – 7:30 2. "Children" (vocal mix) – 6:50 3. "Children" (guitar mix) – 7:21 SUA 1. "Children" (full length mix) – 7:30 2. "Children" (radio edit) – 4:00 3. "Children" (guitar mix) – 7:21 4. "Children" (message version) – 6:50 1. "Children" (eat me edit) – 4:00 2. "Children" (guitar mix) – 7:21 3. "Children" (eat me edit) – 4:00 4. "Children" (guitar mix) – 7:21 |

## Clasamente și vânzării
| Clasament (1995/96)                    | Poziția maximă |
| -------------------------------------- | -------------- |
| Australian ARIA Singles Chart          | 5              |
| Austrian Singles Chart                 | 1              |
| Belgian (Flanders) Singles Chart       | 2              |
| Belgian (Wallonia) Singles Chart       | 1              |
| Danish Singles Chart                   | 1              |
| Dutch Top 40                           | 3              |
| Eurochart Hot 100 Singles              | 1              |
| Finnish Singles Chart                  | 1              |
| French Singles Chart                   | 1              |
| German Singles Chart                   | 1              |
| Irish Singles Chart                    | 2              |
| Italian Singles Chart                  | 1              |
| New Zealand Singles Chart              | 4              |
| Norwegian Singles Chart                | 1              |
| Swedish Singles Chart                  | 1              |
| Swiss Singles Chart                    | 1              |
| UK Singles Chart                       | 2              |
| U.S. Billboard Hot 100                 | 21             |
| U.S. Billboard Hot Adult Top 40 Tracks | 23             |
| Billboard Dance Music/Club Play        | 1              |
| U.S. Billboard Rhythmic Top 40         | 32             |
| U.S. Billboard Top 40 Mainstream       | 17             |

| Clasamente de sfârșit de an (1996) | Poziție |
| ---------------------------------- | ------- |
| Australian Singles Chart           | 32      |
| Austrian Singles Chart             | 4       |
| Belgian (Flanders) Singles Chart   | 4       |
| Belgian (Wallonia) Singles Chart   | 6       |
| Dutch Top 40                       | 8       |
| French Singles Chart               | 7       |
| Swiss Singles Chart                | 3       |
| U.S. Billboard Hot 100             | 65      |

| Țară     | Certificații | Dată           | Exemplare vândute |
| -------- | ------------ | -------------- | ----------------- |
| Franța   | Platină      | 1996           | 500.000           |
| Germaia  | Platină      | 1996           | 500.000           |
| Norvegia | Platină      | 1996           | 40.000            |
| Suedia   | Aur          | 20 mai 1996    | 10.000            |
| Elveția  | Platină      | 1996           | 50.000            |
| UK       | Platină      | 1 aprilie 1996 | 600.000           |